# تاری‌محله
تاری محله، روستایی است از توابع بخش لاله‌آباد شهرستان بابل در استان مازندران ایران.

## جمعیت
این روستا در دهستان کاری‌پی قرار دارد و براساس سرشماری مرکز آمار ایران در سال ۱۳۸۵، جمعیت آن ۳۸۶ نفر (۸۸خانوار) بوده‌است.

## تاریخ
این روستا در حدود 200 سال پیش توسط سید ربیع ساخته شد 
سید ربیع یکی از سادات مرعشی امل بوده و نیای سادات تاری محله است و از روستای اتاق سرا به دشت تاری محله کوچ کرد